# امامزاده هارون
امامزاده هارون آرامگاه هارون بن موسی فرزند موسی کاظم و برادر علی بن موسی مربوط به دوره صفوی است و در شهرستان طالقان، روستای جوستان واقع شده و این اثر در تاریخ ۱۲ بهمن ۱۳۸۱ با شمارهٔ ثبت ۷۰۵۶ به‌عنوان یکی از آثار ملی ایران به ثبت رسیده‌است.

## زندگینامه امامزاده هارون
امامزاده هارون در بیست وسوم ماه رجب سال ۱۶۰ هجری قمری در شهر مدینه چشم به دنیا گشود. ایشان فرزند موسی بن جعفر امام هفتم شیعیان و ششمین فرزند از اولاد آن امام است نام مادر او ام ولد بود. وی مدت ۲۰ سال از عمر خود را در مدینه سپری کرد پس از هجرت علی بن موسی الرضا امام هشتم شیعیان از مدینه به سمت خراسان، او نیز همانند دیگر خاندان بنی هاشم به جهت اشاعه مذهب تشیع، محیط نا امن مدینه را به مقصد ایران ترک نمود. امامزاده هارون ابتدا به شیراز و از آنجا به اهواز وقم مهاجرت کردند. در سال ۱۸۴ قمری عالم بزرگ قزوین شیخ حسن معروف به (ابو محمد) از طرف جمعی از شیعیان ساکن آن دیار وی را به قزوین دعوت نمود با آمدن وی به قزوین عمال و مامورین حکومت عباسی وکار گزاران مأمون قصد دستگیری و قتل او نمودند این نقشه ایی که از طرف مأمون برای عموم سادات و امامزادگانی که به ایران مهاجرت کرده بودند طرح‌ریزی شده بود این امر موجب شد تا امام زاده هارون قزوین را ترک نموده و در قریه در شمال این شهر (طالقان) مخفی شوند امام سر انجام وی را در ۲۱ ربیع الثانی ۲۱۱ در سن ۵۱ سالگی کشته شد آیت الله مرعشی نجفی در مشاجرات سادات آورده‌اند یکی از فرزندان امام موسی کاظم امامزاده هارون است که در اطراف قزوین که فعلاً آن منطقه را اسم طالقان می‌شناسند مدفون است از ایشان فرزندی به نام احمد و از او دو فرزند به نام محمد و موسی باقی‌مانده و از این دو بزرگوار ساداتی در عالم از جمله در ایرانکوهای سفیدخانی اراک و عراق نجف و کربلا و مصر قاهره و ماورالنهر و خارا بلاد هند منتشر هستند.

## تاریخچه ساخت بنای مقبره
در زمان سلاطین صفویه با آگاهی به اینکه امامزاده هارون عموی آنها یعنی برادر جد ایشان حمزه که در ری و در کنار عبدالعظیم حسنی مدفون است می‌باشد شاه طهماسب اول و شاه عباس اول بقعه این امامزاده را تعمیر کردند سنگ مرمر سفیدی که اینک روی دیوار راهرو در ورودی به این امامزاده نصب است از زمان صفویه می‌باشد که با خط زیبا حک شده گواه این مدعیست که صورت وقفیات و تاریخ تعمیر این بقعه را بیان می‌دارد اخیراً عده‌ای از مردم دست به مرمت امامزاده زدند ولی امکانات مقبره هنوز مناسب نیست.
در گذشته مقبره امامزاده هارون دو لنگه در ورود به صحن خاتم کاری شده ذیقیمت داشت که گویا در زمان قاجاریه ساخته و نصب شده بود که اخیراً آن‌ها را کنده و برده‌اند اینک به جای آن در چوبی ساده‌ای گذاشته‌اند ا